# Slaidburn
Slaidburn – wieś w Anglii, w hrabstwie Lancashire, w dystrykcie Ribble Valley. Leży 58 km na północ od miasta Manchester i 315 km na północny zachód od Londynu. W 2001 miejscowość liczyła 288 mieszkańców.